# Ursula Knab
Ursula „Ulla“ Knab, verheiratete Schlicksupp (ab 1953) (* 22. November 1929 in Heidelberg; † 23. Mai 1989 in Karlsruhe), war eine deutsche Leichtathletin und Olympiamedaillengewinnerin.
Die damals für den USC Heidelberg startende Ursula Knab gewann bei den Deutschen Meisterschaften 1951 den dritten Platz im 100-Meter-Lauf. Bei den XV. Olympischen Spielen 1952 in Helsinki gewann sie die Staffel-Silbermedaille zusammen mit ihren Teamkolleginnen Maria Sander, Helga Klein und Marga Petersen, hinter dem Team aus USA und vor dem Team aus Großbritannien.
Für ihre sportlichen Leistungen erhielt sie 1952 das Silberne Lorbeerblatt.
Ursula Knab hatte bei einer Größe von 1,67 m ein Wettkampfgewicht von 58 kg.